# Mátészalka
Mátészalka je město v Maďarsku, které se rozkládá v župě Szabolcs-Szatmár-Bereg na východě země. Je okresním městem stejnojmenného okresu. Žije zde 16 576 obyvatel.

## Popis, poloha
Mátészalka je druhým největším městem župy. Rozloha města je 41,4 km2. Leží v nadmořské výšce zhruba 110–135 m. Podél východního okraje města protéká směrem na sever říčka Kraszna. Městem prochází hlavní silnice č. 49, která směrem na západ po 10 km napojuje město na dálnici M3. Město je vzdáleno 52 km východně od župního města Nyíregyháza. Od hranice s Rumunskem je vzdáleno zhruba 25 km.

## Historie

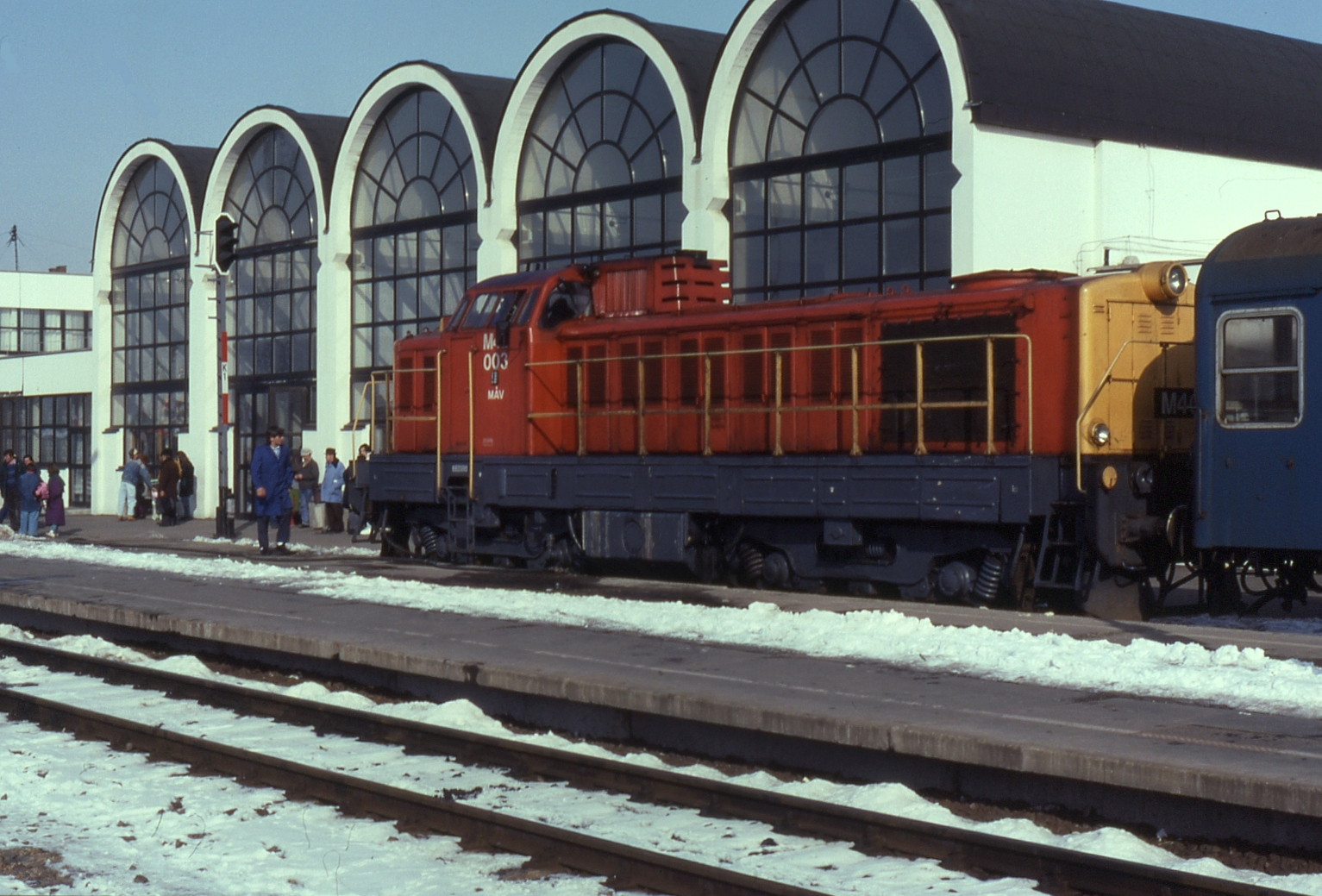
Budova nádraží.

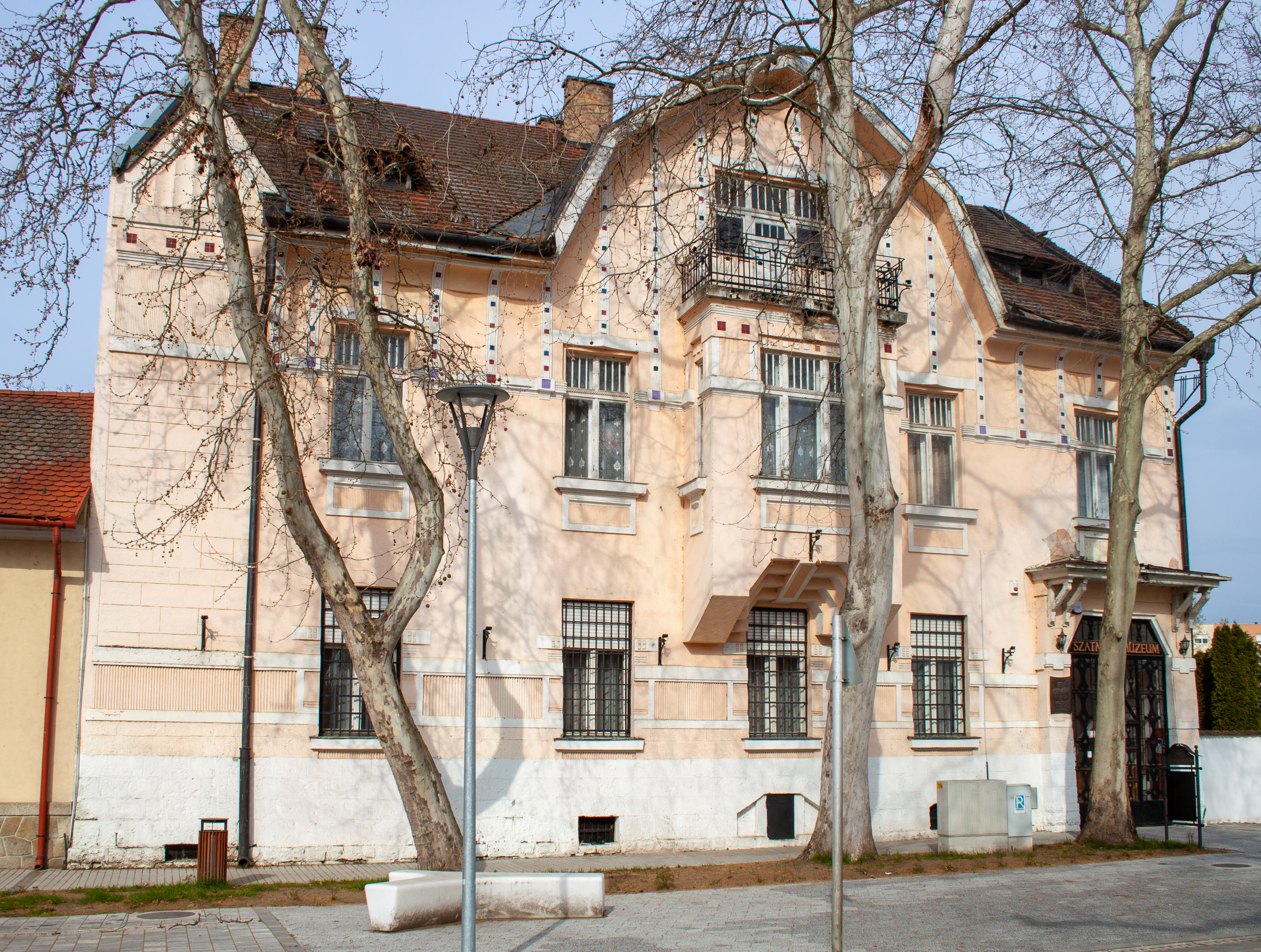
Muzeum szatmárského regionu.

Historie této obce je velmi bohatá. První zmínka o ní je z roku 1216. V roce 1268 došlo poprvé ke sloučení dvou velkých vesnic – Máté a Szalka. Jejich společné jméno se několikrát měnilo. Obec byla od počátku 15. století známa jako venkovské městečko. V témže roce ji tehdejší maďarský panovník daroval rodu Karásziů a město tak přestalo být svobodným královským městem. Získalo titul města s tržním právem (v roce 1498, maď. mezőváros) Bylo také několikrát zasaženo morem. Od konce 16. století až do začátku století osmnáctého je považováno za období destrukce a zkázy města. Místní zámek byl přebudován na pevnost. Přes Mátészalku prošlo několik různých vojsk. Postupně byla osada zničena. Vydrancovali jej Turci, žoldáci Giorgio Basty i jiní.
V období Rákocziho vzpoury byla tehdejší Mátészalka téměř srovnána se zemí. Dochován je záznam, že zde po skončení povstání žilo pouhých pět osob. V průběhu 18. století došlo k výraznému oživení, již v roce 1786 zde žilo 1325 lidí. V polovině století se zde objevila komunita Židů. Na mapách prvního vojenského mapování se objevuje pod názvem Mkt. Szalka (markt odkazující k tržnímu právu), vesnici obklopují lesy, rybníky a podmáčená údolí. Na několika místech stály malé vinice. 
V průběhu století devatenáctého dochází k velké výstavbě. Od 30. let byl realizován rozvoj města podle prvního územního plánu. V roce 1857 si zde místní Židé postavili vlastní synagogu. V 1864 byl postaven moderní zemědělský závod, parní mlýn, v roce 1887 sem byla zavedena železnice, zřízena banka, otevřena lékárna. Elektřina zde byla zavedena do jednoho domu poprvé v roce 1888, k velkému zájmu místních Od roku 1890 byly vydávány první noviny. Na mapě třetího vojenského mapování je tento rozvoj dobře patrný. Původní obec začaly obklopovat nové podniky, např. lihovar. V roce 1891 zde žilo 4 589 obyvatel.
Na počátku 20. století, v roce 1902, zde bylo zprovozněno několik továren. Roku 1906 byla otevřena odborná škola pro výuku kvalifikovaných řemeslníků. V období 1918–1940 město ztrácelo své postavení; po Druhé vídeňské arbitráži získalo Maďarsko část rumunského území. Místní administrativní jednotka (župa) byla rozšířena o rumunskou část a její hlavní město přesunuto do Satu Mare. Za druhé světové války byly mistní Židé odvezeni transporty do koncentračních táborů. V roce 1945 byly všechny tyto změny zrušeny. 
Teprve v roce 1969 získala opět status města. V 70. letech 20. století vzniklo také nové městské centrum. Rovněž byla dokončena nová přeložka silnice celostátního významu č. 49, vznikly severní a západní průmyslové zóny, a nová sídliště. Rozvoj byl možný díky tomu, že bylo sídlo prohlášeno za město střední významnosti, což přesměrovalo finanční prostředky ze státní úrovně na jeho rozvoj. 

## Kultura
V roce 1975 zde bylo zřízeno muzeum věnované životě a zvykům z regionu Szatmáru (maďarsky Szatmári múzeum). Dále zde také existuje městská knihovna, která nese název podle Gézy Képese.
Nejslavnějším „synem“ města je filmová hvězda Tony Curtis, který se sice narodil v New Yorku, ale jeho rodiče pocházejí z Mátészalky. Curtis pravidelně navštěvoval rodné město svých rodičů.
Na počest elektrifikace města se zde na přelomu srpna a září pořádá festival Jasné dny (maďarsky Fényes Napok), který zahrnuje především divadelní představení pro děti.

## Hospodářství
Ve městě a okolí je rozšířeno pěstování jablek. Ve městě se ale také vyrábějí optické nástroje, průmyslové a zemědělské stroje, nábytek a také sušené mléko. V místní mlékárně, resp. potravinářském závodě, se vyrábí cukrovinky značky Pöttyös. Z hlediska služeb a turistiky mají význam místní termální lázně. Západně od Mátészalky leží průmyslová zóna. 

## Doprava
Západně od města vede dálnice M3, která má v blízkosti města výjezd č. 267. Městem rovněž procházejí silniční komunikace celostátního významu č. 49 a 471. Obchvat města Mátészálka byl v 3. dekádě 21. století ve výstavbě. Středem města prochází silnice Alkotmány ut, která patří mezi frekventované třídy.
Železniční spojení má město s dalšími sídly, a to: Nyírbátor, Vásárosnamény, Carei (v Rumunsku) a Kocsord. Město je regionálním železničním uzlem, jeho železniční stanice je umístěna v centru. 

## Sport
Krytá sportovní hala je umístěna v samotném středu města. Jihovýchodně od středu Mátészalky se potom nachází i areál pro vodní sporty, krytý a otevřený plavecký bazén apod.

## Zdravotnictví
Ve městě se nachází nemocnice pro župu Szabolcs-Szatmár-Bereg.

## Partnerská města
- Carei, Rumunsko
- Humenné, Slovensko
- Mukačevo, Ukrajina
- Oberkochen, Bádensko-Württembersko, Německo
- Vittoria, Itálie
- Zevenaar, Nizozemsko
- Kolbuszowa, Polsko